# Коггер, Гарольд
Гарольд Джордж «Гал» Коггер (англ. Harold Cogger) — австралийский герпетолог. Трудовая деятельность (1952—1995) связана с Австралийским музеем. Почётный доктор наук Сиднейского университета (с 1997).

## Биография

### Образование
- 1959 — бакалавр, Сиднейский университет
- 1961 — магистр наук[англ.], Сиднейский университет
- 1970 — Доктор философии, Университет Маккуори

### Трудовая деятельность
Практически вся трудовая деятельность Г. Коггера связана с Австралийским музеем.
- 1952—1955 — ученик препаратора
- 1962—1977 — куратор подразделения рептилий и амфибий
- 1977—1995 — заместитель директора.
- 1995 — вышел на пенсию.
- 1997—2001 — приглашённый профессор Школы естественных наук и математики Университета Ньюкасла

### Общественная деятельность
- 1964 — один из сооснователей Австралийского герпетологического общества (англ. Australian Herpetological Society, AHS)
- 1969—1970 и 1974 — вице-президент AHS
- 1971—1973 — президент AHS
- 1972—1973 — президент Линневского общества Нового Южного Уэльса (англ. Linnean Society of New South Wales)
- 1991—1993 — член Австралийского консультативного комитета по биологическому разнообразию
- 1992—1993 — член Консультативного комитета по исследованию австралийских биологических ресурсов
- 1991—2000 — председатель группы специалистов по австралийским рептилиям и амфибиям Международного союза охраны природы (МСОП)

## Награды
- 1977 — Почётный доктор наук Сиднейского университета
- 1996 — Почетный пожизненный член Австралийского герпетологического общества
- 1996 — Кавалер Ордена Австралии (AM) в знак признания заслуг перед наукой герпетологией в качестве заместителя директора Австралийского музея и автора нескольких выдающихся работ по герпетологии, включая книгу «Рептилии и амфибии Австралии»
- 2003 — Премия Уитли[англ.] в знак признания его выдающегося вклада в развитие австралийской зоологии
- 2010 — член Королевского зоологического общества Нового Южного Уэльса

## Названы в честь
В честь учёного названы следующие таксоны: Oedura coggeri, Diporiphora nobbi coggeri, Ctenotus coggeri, Lampropholis coggeri, Hydrophis coggeri, Coggeria naufragus.